# Lucembursko na Letních olympijských hrách 1996
Lucembursko se účastnilo Letních olympijských her 1996 a zastupovalo ho 6 sportovců v 5 sportech (2 muži a 4 ženy). Vlajkonošem výpravy byla lucemburská tenistka Anne Kremer, která byla také nejmladší členkou výpravy. V době konání her jí bylo 20 let. Nejstarší z týmu byl Armand Dousemont, kterému bylo v době konání her 44 let. Nikomu z výpravy se během her nepodařilo získat medaili.

## Disciplíny

### Atletika
| Sportovec         | Disciplína       | Rozběh | Rozběh | Čtvrtfinále  | Čtvrtfinále  | Semifinále   | Semifinále   | Finále       | Finále       |
| Sportovec         | Disciplína       | Čas    | Pořadí | Čas          | Pořadí       | Čas          | Pořadí       | Čas          | Pořadí       |
| ----------------- | ---------------- | ------ | ------ | ------------ | ------------ | ------------ | ------------ | ------------ | ------------ |
| Véronique Linster | 110 m př. – ženy | 13,47  | 6.     | nepostoupila | nepostoupila | nepostoupila | nepostoupila | nepostoupila | nepostoupila |

### Judo
| Sportovec   | Disciplína     | 1/32                | 1/16                  | Čtvrtfinále | Semifinále  | Opravy 1                   | Opravy 2    | Opravy 3    | Finále/Bronzová medaile | Výsledek |
| Sportovec   | Disciplína     | Soupeř              | Soupeř                | Soupeř      | Soupeř      | Soupeř                     | Soupeř      | Soupeř      | Soupeř                  |          |
| ----------- | -------------- | ------------------- | --------------------- | ----------- | ----------- | -------------------------- | ----------- | ----------- | ----------------------- | -------- |
| Igor Muller | Muži nad 95 kg | Kamol Muradov VÝHRA | David Douillet PROHRA | nepostoupil | nepostoupil | Harry Van Barneveld PROHRA | nepostoupil | nepostoupil | nepostoupil             | 13.      |

### Střelba
| Sportovec/Sportovkyně | Disciplína                     | Kvalifikace | Kvalifikace | Finále       | Finále       |
| Sportovec/Sportovkyně | Disciplína                     | Body        | Pořadí      | Body         | Pořadí       |
| --------------------- | ------------------------------ | ----------- | ----------- | ------------ | ------------ |
| Armand Dousemont      | Trap – muži                    | 116         | 42.         | nepostoupil  | nepostoupil  |
| Armand Dousemont      | Double trap – muži             | 120         | 33.         | nepostoupil  | nepostoupil  |
| Iris Kremer-Roseneck  | Vzduchová puška na 10 m – ženy | 387         | 31.         | nepostoupila | nepostoupila |

### Šerm
| Sportovkyně     | Disciplína  | 1/64                       | 1/32         | 1/16         | Čtvrtfinále  | Semifinále   | Finále/Bronzová medaile | Finále/Bronzová medaile |
| Sportovkyně     | Disciplína  | Soupeř                     | Soupeř       | Soupeř       | Soupeř       | Soupeř       | Soupeř                  | Pořadí                  |
| --------------- | ----------- | -------------------------- | ------------ | ------------ | ------------ | ------------ | ----------------------- | ----------------------- |
| Mariette Schmit | Kord – ženy | Jeva Vybornova PROHRA 8–15 | nepostoupila | nepostoupila | nepostoupila | nepostoupila | nepostoupila            | nepostoupila            |

### Tenis
| Sportovkyně | Disciplína     | 1/64                              | 1/32         | 1/16         | Čtvrtfinále  | Semifinále   | Finále/Bronzová medaile | Finále/Bronzová medaile |
| Sportovkyně | Disciplína     | Soupeř                            | Soupeř       | Soupeř       | Soupeř       | Soupeř       | Soupeř                  | Pořadí                  |
| ----------- | -------------- | --------------------------------- | ------------ | ------------ | ------------ | ------------ | ----------------------- | ----------------------- |
| Anne Kremer | Dvouhra – ženy | Lindsay Davenport PROHRA 2–6, 1–6 | nepostoupila | nepostoupila | nepostoupila | nepostoupila | nepostoupila            | nepostoupila            |